# Василевщина (Старорусський район)
Василевщина (рос. Василевщина) — присілок в Старорусському районі Новгородської області Російської Федерації.
Населення становить 26 осіб. Входить до складу муніципального утворення Новосельське сільське поселення.

## Історія
Від 2004 року входить до складу муніципального утворення Новосельське сільське поселення.

## Населення
| 2010 | 2011 |
| ---- | ---- |
| 17   | ↗26  |